# Father Hood
Father Hood (bra: Um Pai Fujão) é um filme estadunidense de comédia dramática e aventura de 1993, dirigido por Darrell Roodt, com roteiro de Scott Spencer (famoso por Endless Love). O filme é estrelado por Patrick Swayze e Halle Berry.

## Elenco
- Patrick Swayze como Jack Charles
- Halle Berry como Kathleen Mercer
- Sabrina Lloyd como Kelly Charles
- Brian Bonsall como Eddie Charles
- Michael Ironside como Jerry
- Diane Ladd como Rita
- Bob Gunton como Lazzaro
- Adrienne Barbeau como Celeste
- Josh Lucas como Andy

## Lançamento

### Resposta da crítica
O filme foi lançado na América do Norte em 27 de agosto de 1993, recebendo críticas geralmente desfavoráveis da crítica. No Rotten Tomatoes, detém uma pontuação de 10% com base em 20 avaliações, com uma classificação média de 2,8/10.

### Bilheteria
Father Hood estreou em 15º lugar nas bilheterias estadunidenses, com apenas US$ 1.286.806 no fim de semana de estreia. Seu lançamento mais amplo foi de 643 cinemas. Ao final de sua exibição, o filme arrecadou US$ 3.418.141 em todo o mundo.